# Ludwig Feil

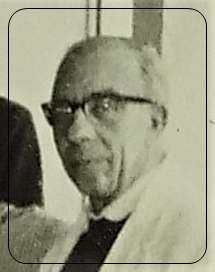
Ludwig Feil

Ludwig Feil (* 4. Januar 1910 in Worms; † 3. August 1980 in Mannheim) war ein deutscher Kunstlehrer, Maler und Grafiker.

## Leben und Wirken
Ludwig Feil lernte unter anderem bei Bruno Panitz an der Staatlichen Kunsthochschule in Mainz. Seit 1938 lebte er in Mannheim. Als Oberstudienrat und Kunstpädagoge unterrichtete er bis 1975 an der Heinrich-Lanz-Gewerbeschule in Mannheim.
Sein Repertoire ist vielfältig und deckt künstlerische Techniken wie Kaltnadelradierung, Farbholz- und Linolschnitte, Holzstiche, Öl- und Aquarellmalerei, Bleistift- und Federzeichnung ab. Seine Themen waren neben Aktstudien und Porträts hauptsächlich die skurrile Welt der Gaukler und Ganoven, schöne Frauen, Matrosen. Einer seiner Schüler war Werner Menrad.

## Ausstellungen (Auswahl)
- 1955 Grafik bei Gebrüder Buck, Mannheim
- 1956 Kunsthaus Heylshof; Veranstalter: Kulturamt der Stadt Worms
- 1962 Kunstschule Rödel, Mannheim
- 1963 Einzelausstellung im Kurfürstlichen Schloss Mainz
- 1964 Haus der Kunst, München
- Ludwig Feil Mannheim, Ruth Spahr-Mühlendyck im Rheingau 21. Januar bis 19. Februar 1966 in der Galerie Inge Seifert-Binder, München-Bogenhausen
- Ludwig Feil – Worms, Mannheim – Ölbilder, Radierungen 17. November 1967 bis 10. Dezember 1967 in der Galerie Lore Dauer
- 1968 Galerie Europa (Europa Center Berlin)
- 1969 Galerie Merino, Worms
- 1970 Galerie Voelter, Ludwigsburg
- 1972 Büchergilde Gutenberg (Künstlerkeller) – gemeinsam mit der „Freien Gruppe 72“, Mannheim

## Werke (Auswahl)
- Mannheimer Marktplatz (1941)
- Traumstadt (Aquarell/1957)
- Pferdestudien (Kohle/1959)
- Tingl-Tangl (Kaltnadelradierung)
- Edles Paar (Aquarellstudie/1973)
- Prima Donna (Linolschnitt; Handabzug)
- Träumerei (Ölbild/1977)
- High Society (1980)
- Zwielicht (1980)
- Bal paré (Kaltnadelradierung)